# Thelephora ganbajun
Thelephora ganbajun ist eine Pilzart aus der Familie der Warzenpilzverwandten (Thelephoraceae). Er wird in der chinesischen Provinz Yunnan als Speisepilz geschätzt.

## Merkmale

### Makroskopische Merkmale
Thelephora ganbajun bildet 5–14 cm hohe und 4–14 cm breite Fruchtkörper. Sie wachsen rasig und sind keulig und vielfach verzweigt. Sie sind büschelig mit dickem Stamm, schmal gefächerten, aufsteigenden Ästen und Zweigen. Sie sind grau-weiß oder grauschwarz. Der Stamm misst 2–2,5 × 2,5–4 cm und ist nicht behaart, besitzt keinen Ring und hat auch keine Wurzel. Ein einzelner Ast ist 2–2,5 cm hoch und 2,5–4,5 cm breit und 0,2–0,4 cm dick, ab hier sind sie miteinander verbunden. Die Ästchen sind 3–9 cm hoch, 0,5–2 cm breit und vielfach oder auch dichotom verzweigt. Die untere Fruchtschicht ist im trockenen Zustand gräulich-weiß oder grau-rußbraun. Der Geruch und Geschmack sind angenehm.

### Mikroskopische Merkmale
Die im Umriss eckigen, stacheligen Sporen sind 7–12 µm lang und 6–8 µm breit. Sie besitzen einen Öltropfen, sind aber nicht amyloid. Die Basidien sind länglich-keulig und vielpunktiert. Sie werden 25–35 µm hoch und 9–12 µm breit. Die Sterigmen, also die Auswüchse der Basidien, an denen die Sporen sich befinden, sind 3–8 µm lang, recht robust und an der Basis 1,5–2 µm breit. Die Zystiden sind keulig bis bauchig und messen 52–80 × 7–14 µm. Die Hyphen sind 4–6,5 µm breit, mit Schnallen, hyalin und gewunden.

## Ökologie
Thelephora ganbajun lebt als Mykorrhizapilz an verschiedenen Kiefern, besonders ist sie mit Pinus yunnanensis vergesellschaftet. Sie ist aber auch unter Pinus kesiya, seltener unter Keteleeria evelyniana, der Spießtanne (Cunninghamia lanceolata) und im Mischwald zu finden.

## Verbreitung
Thelephora ganbajun ist in der chinesischen Provinz Yunnan weit verbreitet über das gesamte Kunming-Plateau, meist zwischen 800 und 2200 m Meereshöhe.

## Bedeutung
Thelephora ganbajun, auf Chinesisch Ganbajun, Songmajun oder Xiuqiujun genannt, ist im Gegensatz zu anderen Warzenpilzen essbar. Er wird in der chinesischen Provinz Yunnan aufgrund des guten Geschmacks intensiv gesammelt. Er wird Ende Juni bis Anfang September gesammelt und erzielt Kilopreise von 120 bis 200 $. Es werden in der gesamten Provinz jährlich ungefähr 10.000 Tonnen von Thelephora ganbajun  geerntet. Da der Pilz als obligater Mykorrhizapilz nicht oder nur schwer kultivierbar ist, ist ein nachhaltiges Forstmanagement wie Aufasten des Kronenschirms und Bewässern nach der Ernte wichtig.
Neben dem kulinarischen Wert hat er aber auch eine Bedeutung in der Volksmedizin und Pharmazie: So wird sein hoher Anteil an Aminophenolen zur Produktion von Paracetamol genutzt. In der industriellen Fermentation gibt es Versuche zu seiner Nutzung zur Selenanreicherung. Bekannt sind seine Bildung von Antioxidantien und phenolischer Substanzen wie Protocatechusäure und 4-Hydroxybenzoesäure gefunden.

## Systematik
Thelephora ganbajun ist in Yunnan schon lange bekannt, wurde aber früher mit der Krausen Glucke verwechselt. Mu Zang beschrieb die Art dann 1987 als erstes. Sie ist vermutlich eng mit Thelephora robusta verwandt.